# Stationery Stores FC
El Stationery Stores FC és un club de futbol nigerià de la ciutat de Lagos.
Va ser fundat el 1958 per Israel Adebajo, propietari d'una cadena de botigues amb el mateix nom.

## Palmarès
- Lliga nigeriana de futbol:[3]
  - 1992

- Copa nigeriana de futbol:[4]
  - 1967, 1968, 1982, 1990